# Benjamin Bennet
Benjamin Bennet (* 31. Oktober 1764 im Bucks County, Province of Pennsylvania; † 8. Oktober 1840 bei Middletown, New Jersey) war ein US-amerikanischer Politiker. Zwischen 1815 und 1819 vertrat er den Bundesstaat New Jersey im US-Repräsentantenhaus.

## Werdegang
Benjamin Bennet besuchte die öffentlichen Schulen seiner Heimat. Nach einem anschließenden Theologiestudium und seiner 1793 erfolgten Ordination zum Geistlichen begann er in Middletown für die Baptistenkirche zu arbeiten. Außerdem betätigte er sich in der Landwirtschaft. Politisch wurde er Mitglied der Demokratisch-Republikanischen Partei.
Bei den Kongresswahlen des Jahres 1814 wurde Bennet für den dritten Sitz von New Jersey in das US-Repräsentantenhaus in Washington, D.C. gewählt, wo er am 4. März 1815 die Nachfolge von James Schureman antrat. Nach einer Wiederwahl konnte er bis zum 3. März 1819 zwei Legislaturperioden im Kongress absolvieren. Nach dem Ende seiner Zeit im US-Repräsentantenhaus zog sich Benjamin Bennet aus der Politik zurück und arbeitete wieder in der Landwirtschaft. Er starb am 8. Oktober 1840 in Middletown.